# IC 2099
IC 2099 је лентикуларна галаксија у сазвјежђу Еридан која се налази на листи објеката дубоког неба у Индекс каталогу.
Деклинација објекта је - 4° 53' 31" а ректасцензија 4h 50m 51,9s. Привидна величина (магнитуда) објекта IC 2099 износи 14,0 а фотографска магнитуда 15,0. IC 2099 је још познат и под ознакама MCG -1-1-19, IRAS 04484-0458, PGC 16146.